# Ruprechtia carina
Ruprechtia carina är en slideväxtart som beskrevs av Pendry. Ruprechtia carina ingår i släktet Ruprechtia och familjen slideväxter. Inga underarter finns listade i Catalogue of Life.